# Crucifixo de Pisa
O Crucifixo de Pisa é uma pintura da crucificação pintada em painel de madeira, datada de algum momento por volta de 1230 e atualmente no Museo nazionale di San Matteo, Pisa, Itália. Seu autor anônimo é referido como o Mestre Bizantino do Crucifixo de Pisa.
Ele foi um pintor italiano ativo em Pisa na primeira metade do século XIII. A pintura é significativa na história da pintura italiana por sua iconografia do paciente, Cristo sofredor na cruz; embora então novo, rapidamente substituiu o estilo antigo, retratando Cristo triunfante e livre de dor, com olhos abertos e um porte régio livre de tristeza.